# Masaki Kinoshita
Masaki Kinoshita (japanisch 木下 正貴 Kinoshita Masaki; * 22. Juni 1989 in der Präfektur Hyōgo) ist ein japanischer Fußballspieler.

## Karriere
Kinoshita erlernte das Fußballspielen in der Jugendmannschaft von Gamba Osaka. Seinen ersten Vertrag unterschrieb er 200 bei Gamba Osaka. Der Verein spielte in der höchsten Liga des Landes, der J1 League. 2009 wechselte er zum Zweitligisten Roasso Kumamoto. Für den Verein absolvierte er 22 Ligaspiele. 2012 wechselte er zum Ligakonkurrenten Ventforet Kofu. 2013 wechselte er zum Drittligisten AC Nagano Parceiro. Ende 2013 beendete er seine Karriere als Fußballspieler.

## Erfolge
Gamba Osaka
- AFC Champions League

Sieger: 2008
- Kaiserpokal

Sieger: 2008